# Hans Grunder

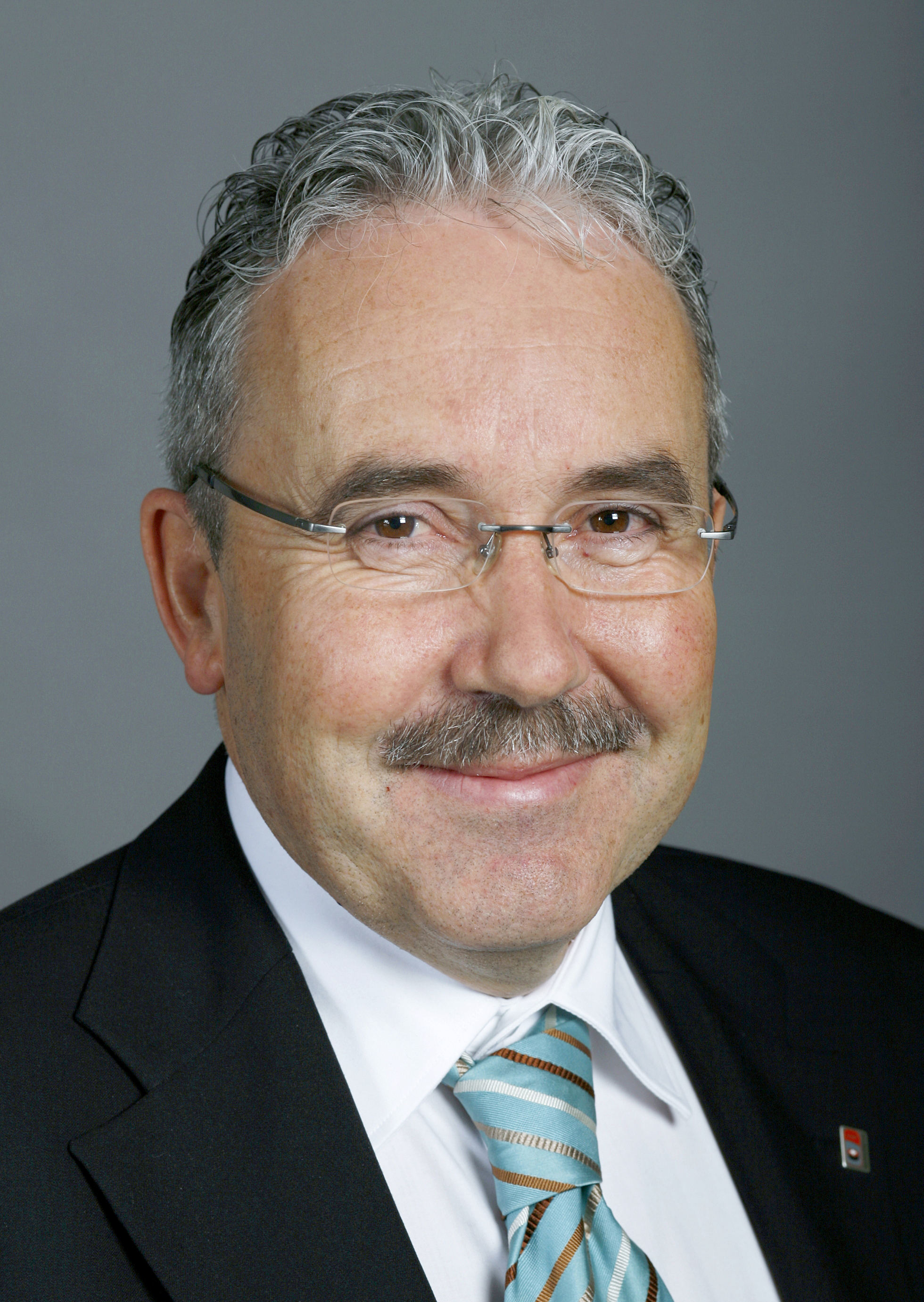
Hans Grunder (2007)

Hans Grunder (* 13. Juni 1956 in Rüderswil; heimatberechtigt in Vechigen) ist ein Schweizer Politiker (BDP/Die Mitte).

## Leben
Hans Grunder wohnt in Rüegsauschachen. Er ist in einer Bauernfamilie aufgewachsen, verheiratet und Vater von fünf Kindern. Seit 1987 ist er Inhaber eines heute international tätigen Vermessungs-Ingenieurbüros Grunder Ingenieure AG mit rund 140 Angestellten. Auch als, nicht unumstrittener, Präsident der SCL Tigers wurde er überregional bekannt. Seit 2001 betreibt er mit seiner Familie überdies eine eigene Pferdezucht.
1999 wurde Grunder als Vertreter der SVP in den Grossen Rat des Kantons Bern gewählt. Von November 1999 bis November 2006 war er Vize-Präsident, dann bis 2008 Präsident der SVP-Bezirkspartei Trachselwald. Bei den Wahlen vom 21. Oktober 2007 erfolgte seine Wahl in den Nationalrat für die 48. Legislaturperiode (2007–2011).
Grunder ist Mitgründer der Bürgerlich-Demokratischen Partei des Kantons Bern. Am 1. November 2008 wurde er an der Gründungsversammlung der BDP Schweiz zum Parteipräsidenten gewählt. Am 5. Mai 2012 trat Grunder vom Amt des BDP-Präsidenten zurück. Sein Nachfolger wurde Martin Landolt.
Nach drei Legislaturperioden als Mitglied des Nationalrats verzichtete Grunder auf eine erneute Kandidatur bei den Wahlen 2019.